# 1974年の日本公開映画
- 映画 > 映画の一覧 > 年度別日本公開映画 > 1974年の日本公開映画
- 映画 > 1974年の映画 > 1974年の日本公開映画

- 1974年の日本公開映画（1974ねんのにほんこうかいえいが）では、1974年（昭和49年）1月1日から同年12月31日までに日本で商業公開された映画の一覧を記載。作品名の右の丸括弧内は製作国を示す。

記載の凡例については年度別日本公開映画#凡例を参照

## 作品一覧

### 1月
- 5日
  - グライド・イン・ブルー （ アメリカ合衆国）
- 12日
  - オクラホマ巨人 （ アメリカ合衆国）
- 15日
  - 女番長 タイマン勝負 （ 日本）
- 19日
  - 叫びとささやき （ スウェーデン）
  - ダラスの熱い日 （ アメリカ合衆国）
- 25日
  - マッドボンバー （ アメリカ合衆国）

### 2月
- 2日
  - 狼は天使の匂い （ アメリカ合衆国）
  - 激突! 殺人拳 （ 日本）
- 8日
  - 片腕ドラゴン （ イギリス領香港）
- 9日
  - ダーティハリー2 （ アメリカ合衆国）
  - マッキントッシュの男 （ アメリカ合衆国）
  - 組織 （ アメリカ合衆国）
  - おかしな結婚 （ アメリカ合衆国）
- 12日
  - 大樹のうた （ インド）
- 15日
  - バイカルの夜明け （ ソビエト連邦）
- 16日
  - 湖畔にて （ ソビエト連邦）
  - 黒い砂漠 （ イタリア）
  - 進撃０号作戦  （ イタリア）
  - 雪どけ （ フランス）
- 17日 
  - 遠い日の白ロシヤ駅  （ ソビエト連邦）
- 18日
  - おかあさん  （ ソビエト連邦）
- 23日
  - キャット・ダンシング （ アメリカ合衆国）
  - ロング・グッドバイ （ アメリカ合衆国）

### 3月
- 9日
  - ペーパーチェイス （ アメリカ合衆国）
  - ペーパー・ムーン （ アメリカ合衆国）
  - 怒れ!タイガー （ イギリス領香港）
  - ルカじいさんと苗木  （ ソビエト連邦）
  - がんばれかめさん  （ ソビエト連邦）

- 16日
  - 東映まんがまつり
    - 仮面ライダーX （ 日本）
    - きかんしゃやえもん D51の大冒険 （ 日本）
    - キューティーハニー （ 日本）
    - 飛び出す立体映画イナズマン （ 日本）
    - マジンガーZ対ドクターヘル （ 日本）
    - ミラクル少女リミットちゃん （ 日本）

  - パピヨン （ フランス）
  - 続フレンズ　ポールとミシェル（ イギリス）
  - ウィークエンド・ラブ（ イギリス）
  - エスピオナージ （ フランス /  イタリア）/ 西ドイツ）
- 21日
  - 帰ってきたドラゴン （ イギリス領香港）
  - 東宝チャンピオンまつり
    - アルプスの少女ハイジ （ 日本）
    - ウルトラマンタロウ （ 日本）
    - ゴジラ対メカゴジラ （ 日本）
    - 侍ジャイアンツ （ 日本）
    - 新造人間キャシャーン （ 日本）
    - ハロー!フィンガー5 （ 日本）
- 23日
  - 赤ちょうちん （ 日本）
- 30日
  - クレージー４人組／スーパーマーケット珍作戦 （ フランス）
- 31日
  - 女囚やくざ （ 日本）
  - まむしの兄弟 二人合わせて30犯 （ 日本）

### 4月
- 6日
  - 神田川 （ 日本）
  - ドーベルマンギャング （ アメリカ合衆国）
- 10日
  - さようならCP （ 日本）
- 13日
  - 嵐を呼ぶドラゴン （ イギリス領香港）
  - 国際殺人局K/ナンバーのない男 （ イギリス）
  - 追憶 （ アメリカ合衆国）
  - ドラゴン危機一発 （ イギリス領香港）
  - 危うし！タイガー  （ イギリス領香港）
  - 夜をみつめて （ イギリス）
  - 呪われた墓 （ イギリス）
  - 新ドラキュラ　悪魔の儀式 （ イギリス）
  - 華麗なるバレエ （ イギリス）
  - 暴力街 （ 日本）
  - 夜の演歌 しのび恋 （ 日本）
- 20日
  - 吼えろ!ドラゴン 起て!ジャガー （ イギリス領香港）
  - 子連れドラゴン女人拳 （ イギリス領香港）
- 24日
  - 悪名 縄張荒らし （ 日本）
  - 子連れ狼 地獄へ行くぞ!大五郎 （ 日本）
- 27日
  - 暗黒街のふたり （ イタリア /  フランス）

- - 三銃士 （ アメリカ合衆国）
  - 武道大連合・復讐のドラゴン （ 台湾 /  イギリス領香港）
  - メイム （ アメリカ合衆国）
- 28日
  - コーザ・ノストラ （ イタリア / フランス/ アメリカ合衆国）

### 5月
- 3日
  - さらばバルデス （ アメリカ合衆国）
- 4日
  - 鍵 （ 日本）
  - 荒野のドラゴン （ イタリア）
  - 破壊! （ アメリカ合衆国）
- 18日
  - シンデレラ・リバティー/かぎりなき愛 （ アメリカ合衆国）
  - 地獄から来た女ドラゴン （ イギリス領香港）
  - 小さな刑事  （ イタリア）

- 25日
  - 怪奇！魔境の裸族  （ イタリア）
  - 戦国水滸伝・嵐を呼ぶ必殺剣 （ イギリス領香港）
  - バッジ373 （ アメリカ合衆国）
  - 必殺ドラゴン・鉄の爪 （ イギリス領香港）
  - ブルジョワジーの秘かな愉しみ （ フランス）

### 6月
- 1日
  - 母親クーガの一生 （ アメリカ合衆国）
  - マックQ （ アメリカ合衆国）
  - 女ドラゴン！血闘の館  （ イギリス領香港）
- 8日
  - イワン・デニーソヴィチの一日 （ イギリス）
  - イルカの日 （ アメリカ合衆国）
  - 続・激突!/カージャック （ アメリカ合衆国）
  - 燃えつきた納屋 （ フランス）
  - クレイジー・ボーイ／突撃大作戦  （ フランス）
- 15日
  - 警官ギャング （ アメリカ合衆国）
  - 修羅雪姫 怨み恋歌 （ 日本）
  - スティング （ アメリカ合衆国）
  - 野獣死すべし 復讐のメカニック （ 日本）
  - 激突！ドラゴン・稲妻の対決  （ イギリス領香港）
- 22日
  - おかしなおかしな大冒険 （ フランス /  イタリア）
  - 重犯罪特捜班 ザ・セブン・アップス （ アメリカ合衆国
  - 突破口! （ アメリカ合衆国）
  - 黒帯ドラゴン （ アメリカ合衆国）
  - 明日なき夕陽  （ イタリア）
  - 赤ちゃん戦争  （ スペイン）
  - 空手アマゾネス  （ イタリア）/ （ スペイン）
- 25日
  - 極私的エロス 恋歌1974 （ 日本）
- 29日
  - アンジェラ・マオの女活殺拳 （ イギリス領香港）
  - 怒れるドラゴン 不死身の四天王 （ イギリス領香港）
  - ペイネ愛の世界旅行 （ フランス /  イタリア）
  - ラストタンゴ・イン・アカプルコ （ アメリカ合衆国）

### 7月
- 6日
  - ドラゴンを消せ! （ アメリカ合衆国）
- 13日
  - 愛と誠 （ 日本）
  - エクソシスト （ アメリカ合衆国）
  - セルピコ （ アメリカ合衆国）
- 20日
  - ジャックと豆の木 （ 日本）
  - ドラゴン怒りの鉄拳 （ イギリス領香港）
  - キング・ボクサー／大逆転 （ イギリス領香港）
- 25日
  - 東映まんがまつり
    - イナズマンF （ 日本）
    - ゲッターロボ （ 日本）
    - 五人ライダー対キングダーク （ 日本）
    - フィンガー5の大冒険 （ 日本）
    - 魔女っ子メグちゃん （ 日本）
    - マジンガーZ対暗黒大将軍 （ 日本）

  - カラテ愚連隊 （ イギリス領香港）
  - 電光飛龍拳 （ イギリス領香港）
- 27日
  - 新・個人教授 （ フランス）

### 8月
- 3日
  - 悪魔のはらわた （ イタリア /  フランス）
  - 華麗なるギャツビー （ アメリカ合衆国）
  - ノストラダムスの大予言 （ 日本）
  - ルパン三世 念力珍作戦 （ 日本）
- 7日
  - 残酷ドラゴン 血斗竜門の宿 （ イギリス領香港）
- 10日
  - 直撃! 地獄拳 （ 日本）
  - 未来惑星ザルドス （ アメリカ合衆国）
  - 王家の谷 （）
- 14日
  - 妹 （ 日本）
  - 黒い牝豹M （ 日本）
- 17日
  - 無敵のゴッドファーザー／ドラゴン世界を征く （ イギリス領香港）
- 24日
  - 悪魔のシスター （ アメリカ合衆国）
  - バレエの詩  （ ソビエト連邦）
- 31日
  - 抵抗のプラハ  （ チェコ）

### 9月
- 7日
  - ヘルハウス （ イギリス /  アメリカ合衆国）
  - 残酷ドラゴン　血斗竜門の宿 （ イギリス領香港）
- 14日
  - 愛しのクロディン （ アメリカ合衆国）
  - アメリカの夜 （ フランス）
  - 映画に愛をこめて アメリカの夜 （ フランス /  イタリア）
  - スリーパー （ アメリカ合衆国）
- 21日
  - 青葉繁れる （ 日本）
  - ボウイ&キーチ （ アメリカ合衆国）
  - またまたおかしな大追跡 （ アメリカ合衆国）
  - 少女ムシェット  （ フランス）
  - 殺しのギャンブル （ イタリア /  フランス）
  - 傷だらけの刑事（でか） （ イタリア /  フランス）
- 26日
  - アラビアンナイト （ イタリア /  フランス）
- 28日
  - サンダーボルト（ アメリカ合衆国）
  - 死の追跡（ アメリカ合衆国）
  - 悪魔の赤ちゃん（ アメリカ合衆国）

### 10月
- 5日
  - 海ゆかば （ アメリカ合衆国）
  - チャップリンのアート・オブ・コメディ （ アメリカ合衆国）
  - ダーティ・メリー/クレイジー・ラリー （ アメリカ合衆国）
- 12日
  - 電子頭脳人間 （ アメリカ合衆国）
  - 青い体験 （ イタリア）
  - 最後の晩餐 （ イタリア）/ （ フランス）
  - デリンジャー （ アメリカ合衆国）
- 15日
  - 私のように美しい娘 （ フランス）
- 19日
  - 女番長 玉突き遊び （ 日本）
  - 用心棒ドラゴン （ イギリス領香港）
  - 砂の器 （ 日本）
- 26日
  - あさき夢みし （ 日本）
  - かもめのジョナサン （ アメリカ合衆国）
  - 愛の讃歌 （ フランス）

### 11月
- 2日
  - あした輝く （ 日本）
  - 狼よさらば （ アメリカ合衆国）
  - ふれあい （ 日本）
  - イタリアン・コネクション （ イタリア）
  - 暗黒街のドラゴン・電撃ストーナー （ イギリス領香港）
- 6日
  - 白銀の戦場 スターリングラード大攻防戦 （ ソビエト連邦）
- 9日
  - ドーベルマンギャング2 （ アメリカ合衆国）
  - マジェスティック （ アメリカ合衆国）
- 12日
  - チェホフの かもめ  （ ソビエト連邦）
- 16日
  - フェリーニのアマルコルド （ イタリア /  フランス）
  - ドラゴンvs.７人の吸血鬼（ イギリス /  イギリス領香港）
  - シシリー要塞異常なし  イタリア/ ユーゴスラビア
- 22日
  - 逆襲! 殺人拳 （ 日本）
  - バージンブルース （ 日本）
- 23日
  - ゴールデン・ボーイ 危機また危機 （ イタリア）
  - 大本命（ イギリス）
  - マルセイユ特急 （ イギリス /  フランス）
  - カンバセーション…盗聴… （ アメリカ合衆国）
  - 宇宙人は地球にいた （ 西ドイツ）

### 12月
- 7日
  - アンドレイ・ルブリョフ （ ソビエト連邦）
  - 家庭教師 （ フランス）
  - 個人生活 （ フランス）
  - マッシュ・イタリアーノ／全員集合！ （ イタリア）
  - 空手ヘラクレス （ イギリス領香港）
- 10日
  - 死神の骨をしゃぶれ （ イタリア）
- 14日
  - 大地震 （ アメリカ合衆国）
  - エアポート'75 （ アメリカ合衆国）
  - 007/黄金銃を持つ男 （ イギリス /  アメリカ合衆国）
  - 東宝チャンピオンまつり
    - 海底大戦争 緯度0大作戦 （ 日本）
    - モスラ （ 日本）

  - 燃える男 長島茂雄 栄光の背番号3 （ 日本）
- 16日
  - 偉大なるバレエの道  （ ソビエト連邦）
- 15日
  - モン・パリ （ フランス）

- 21日
  - アメリカン・グラフィティ （ アメリカ合衆国）
  - エマニエル夫人 （ フランス）
  - ザ・ヤクザ （ アメリカ合衆国）
  - シンドバッド黄金の航海 （ アメリカ合衆国）
  - フリービーとビーン/大乱戦  （ アメリカ合衆国）
  - シネ・ブラボー!  （ アメリカ合衆国）
  - エロスの詩 （ イタリア）/ （ フランス）
  - 残酷人喰大陸  （ イタリア）/ （ 日本）
- 28日
  - 伊豆の踊子 （ 日本）
  - エスパイ （ 日本）
  - 炎の肖像 （ 日本）
  - 宵待草 （ 日本）